# Båtsjön, Ångermanland
Båtsjön är en sjö i Bjurholms kommun i Ångermanland och ingår i Lögdeälvens huvudavrinningsområde. Sjön har en area på 0,0767 kvadratkilometer och ligger 315 meter över havet.

## Delavrinningsområde
Båtsjön ingår i det delavrinningsområde (709160-163709) som SMHI kallar för Utloppet av Stabbursjön. Medelhöjden är 349 meter över havet och ytan är 7,48 kvadratkilometer. Det finns ett avrinningsområde uppströms, och räknas det in blir den ackumulerade arean 10,04 kvadratkilometer. Karlsbäcken som avvattnar avrinningsområdet har biflödesordning 2, vilket innebär att vattnet flödar genom totalt 2 vattendrag innan det når havet efter 85 kilometer. Avrinningsområdet består mestadels av skog (75 procent) och sankmarker (12 procent). Avrinningsområdet har 0,36 kvadratkilometer vattenytor vilket ger det en sjöprocent på 4,8 procent.